# Ameba
Ameba（日語：アメーバ；或直譯為變形蟲）是由日本網路公司CyberAgent所推出的社交網路服務。包含網誌「Ameba 部落格」、社群遊戲「Ameba Pigg」等服務。

## 概要
Ameba是日本規模最大的社交網路服務網站，在2011年2月時會員數已到達1,300萬人。部落格的活躍使用者數量在2009年11月時達到每月115萬人。日本國內的網站獨立訪客數在2009年11月時達到每月220萬人。頁面訪問次數為每月2億3000萬。與FC2、Yahoo!部落格並稱三強。。2011年6月底時，會員總數達到1,645萬人。
許多藝人和公眾人物在Ameba開設官方部落格與支持者互動，透過與大眾傳播媒體的合作，提升使用者人數和網頁閱覽次數。
2012年6月開放網路社群遊戲API，讓用戶能透過Twitter、Facebook等帳號登入網站。同年11月推出針對智慧型手機的服務「Ameba Smart Phone（日語：Amebaスマホ）」，耗資約30億日圓廣告費宣傳。

## 沿革
- 2004年9月15日 - 開始網站服務[8]。
- 2006年 - 在 Softbank 的『Yahoo・Internet・Guide』舉辦的「Web of Year 2006」中獲得網誌部門的第一名。
- 2006年9月 - 推出手機服務[9]。
- 2007年3月 - 與小學館『週刊Young Sunday』合作舉辦寫真偶像競賽。
- 2008年10月 - 獲頒日本設計振興會的好設計獎[10]。
- 2009年2月 - 推出虛擬化身社交遊戲「Ameba Pigg」[9]。
- 2009年3月 - 推出虛擬化身社交遊戲「Ameba Pigg」在Facebook的英語版遊戲「Ameba Pico」。
- 2012年6月 - 推出針對智慧型手機的「Ameba」網站[9]。
- 2012年10月 - 推出針對智慧型手機的遊戲「（ガールフレンド（仮））」[9]。
- 2012年12月 - 宣佈因財政理由關閉「Ameba Pico」。
- 2019年3月15日 - 手機APP「Pigg EDEN」停止營運。[11]
- 2019年12月2日 -因Adobe不再支援Flash的緣故[12]，關閉電腦版「Ameba Pigg」、「Pigg Life」、「PiGG BRAVE」、「Pigg WORLD」、「Pigg CAFE」、「Pigg ISLAND」、及連帶影響到的「mobile Pigg」和「到哪都可以Pigg Life」等8項服務。[13]

## 主要服務
Ameba Blog（日語：アメーバブログ）
提供網誌服務。除了基本的網誌撰寫之外，也提供了讀者登錄、網誌排名等等附加的功能。
Ameba News（日語：アメーバニュース）
以提供居酒屋閒談話題為目的的新聞網站。提供部落格話題、八卦流言為主。使用者也可直接引用新聞到他們的網誌內並撰寫自己的文章。
Ameba Vision
影音分享網站。
Ameba Pigg・Pigg Life（日語：アメーバピグ・ピグライフ）
多樣化的社群角色扮演遊戲。
Ameba 社團（日語：Amebaグルっぽ）
讓志同道合的網友們能夠聚集在一起，提供留言板讓大家聊天的社群服務。主辦者可限定參與的成員，因此有許多社團必須經過「面試」後才能加入。
Ameba Now（日語：Amebaなう）
使用者介面類似 Twitter 的微網誌服務。能夠發表140字以內的文字、表情符號和照片。也能「關注」其他會員，以及觀看名人、藝人所發表的文章。

## Ameba Pico關閉
2012年11月，亦即Ameba Pico關閉前一個月，Ameba Pico宣佈該遊戲即將於12月7日關閉，引起玩家們很大的反應，更一度發起連署行動要求不要關閉。
在遊戲關閉的前後，不斷傳出不同說法的關閉傳聞，其中一個是指有一名婦女，說她的女兒差點被一名在Ameba Pico認識的40幾嵗男人綁架並強奸，她強烈譴責Ameba Pico並沒有阻止該一事件發生，更入稟法院起訴Ameba Pico，最終該名婦女起訴成功，Ameba Pico要賠償大量罰金，導致資金不足而要關閉。

## 外部連結
- （日語） Ameba官方網站
- （日語） Ameba部落格（页面存档备份，存于）
- （日語） AmebaVision
- （日語） Ameba Now
- （日語） Ameba Pigg（页面存档备份，存于）
- （日語） Pigg Life